# NGC 2527
NGC 2527 (còn được gọi NGC 2520) là một cụm sao mở trong chòm sao Thuyền Vĩ. Nó được phát hiện bởi William Herschel vào ngày 9 tháng 12 năm 1784. Cụm sao cũng được John Herschel quan sát vào ngày 7 tháng 1 năm 1831. Ông cũng đã quan sát nó vào ngày 5 tháng 2 năm 1837, xác định nó là một vật thể khác, được phân loại là NGC 2520. Đó là một cụm nghèo và không có nồng độ trung tâm, với lớp Trumpler III1p.
Bán kính lõi của cụm là 1 Parsec (3,3 năm ánh sáng), trong khi bán kính thủy triều là 5,1 Parsec (17 năm ánh sáng) và biểu thị giới hạn bên ngoài trung bình của NGC 2527, ngoài ra, một ngôi sao không có khả năng bị ràng buộc bởi trọng lực với cụm cốt lõi.  37 sao, các thành viên có thể xảy ra của cụm, nằm trong phần trung tâm của cụm và 96 thành viên có thể xảy ra nằm trong bán kính góc của cụm. Các thành viên ngôi sao sáng nhất là các ngôi sao loại A, trong đó ngôi sao sáng nhất là một ngôi sao A3 có cường độ 9,38. Trong cụm đã được phát hiện một sao lùn trắng, với khối lượng 077±003. Tuổi của nó được ước tính là 441±188 năm và ngôi sao tổ tiên có khối lượng ban đầu khoảng 3,1 M   Các khối turn-off của cụm là 2,8 M☉. Tính kim loại của cụm là -0,01, tương tự như mặt trời.
NGC 2527 nằm 3,8 độ về phía nam của Rho Puppis và có thể được nhìn thấy bằng ống nhòm 50mm như một mảng khói mù lớn, vừa phải, không nhìn thấy được bằng mắt thường.